# فايز موسى البدراني
فايز بن موسى البدراني الحربي (1376 هـ)، باحث ومؤرخ سعودي، مهتم بتاريخ المدينة المنورة، وله إصدارات تهتم بالأنساب من أبرزها: (الهمداني ورأيه في نسب حرب)، و(نسب آل سعود)

## مولده ونشأته
ولد في محافظة عنيزة بمنطقة القصيم عام 1376 هـ، ونشأ فيها وتعلم في مدارسها المرحلة الابتدائية والمتوسطة وتخرج من المعهد العلمي فيها في العام الدراسي 1395 هـ - 1975.

## تاريخه المهني والعلمي
- التحق بمعهد الإدارة العامة بالرياض تخصص إدارة مستشفيات عام 1396 هـ وتخرج منه في منتصف عام 1398 هـ، حيث عُين في مستشفى عنيزة العام، ثم انتقل إلى وظيفة أعلى في مستشفى القوات المسلحة بالرياض.
- في عام 1402 هـ ابتعث للدراسة في أمريكا لمدة سنتين وفي عام 1404 هـ عاد للعمل وانتسب لجامعة الإمام محمد بن سعود الإسلامية ـ وحصل على شهادة البكالوريوس في إدارة الأعمال عام 1408 هـ.
- حصل على شهادة الماجستير في إدارة الصحة والمستشفيات ـ من قسم العلوم الإدارية بجامعة الملك سعود في الرياض عام 1410 هـ.
- عين في عام 1411 هـ مديرًا تنفيذيًا لمستشفى الملك سعود بعنيزة، وفي عام 1412 هـ عين مديرًا تنفيذيًا في مركز الأمير سلطان لأمراض وجراحة القلب بالرياض.
- بعد أن حصل على تقاعد مبكر أصبح مستشارًا في مركز الملك عبد العزيز التاريخي، ثم عين بعد ذلك مديرًا لمركز حمد الجاسر، ويعمل الآن باحثًا متفرغًا.
- حاصل على درجة الدكتوراه في التاريخ الحديث من الجامعة الإسلامية في المدينة المنورة عام 2015م.[3]

## المؤتمرات والندوات
حضر عددًا من الدورات المتفرقة، وشارك في عدد من المؤتمرات والندوات ومنها:
- الندوة السعودية الثانية لإدارة المستشفيات المقامة في جدة - 1416 هـ.
- مؤتمر الإدارة الفعالة لخدمات الرعاية الصحية المقام في البحرين ـ 1417 هـ.

## المشاركات الاجتماعية والثقافية
له مشاركات في عدد من اللجان الثقافية والخدمات الاجتماعية ومنها:
- عضو لجنة الأدب الشعبي بجمعية الثقافة والفنون.
- عضو شرف لجنة الأطفال المعاقين بالرياض.

## مؤلفاته
المؤلف له اهتمام كبير في بحوث التاريخ والأنساب وصدر له أكثر من 60 إصدارًا، إلى جانب العديد من المحاضرات والبحوث والمقالات المنشورة في الصحف والمجلات التاريخية التخصصية. وله عدد من المؤلفات المطبوعة والمخطوطة، ومعظمها يدور حول التاريخ وأخبار القبائل والأنساب والتراث الشعبي، ومن مؤلفاته المطبوعة:
| م  | الإصدار | التاريخ                      | ملاحظات                                                           |
| -- | --- | ---------------------------- | ----------------------------------------------------------------- |
| 1  | أشعار قديمة تنشر لأول مرّة | 1410هـ                       | [ 4 ]                                                             |
| 2  | ديوان فقيد التراث الشعبي عبد الله الزامل                                                                                      | 1410هـ                       |                                                                   |
| 3  | من أخبار القبائل في نجد خلال الفترة 850 - 1200 هـ                                                                             | 1416هـ                       | الطبعة الثانية                                                    |
| 4  | ابن مضيان الظاهري وعلاقته بالحملات المصرية                                                                                    | 1414هـ (1994م)               |                                                                   |
| 5  | مذكرات تاريخية عن بعض أعلام قبيلة حرب                                                                                         | 1416هـ (1996م)               |                                                                   |
| 6  | فصول من تاريخ قبيلة حرب في الحجاز ونجد (300 - 1300 هـ)                                                                        | 1417هـ                       |                                                                   |
| 7  | ملاحظات على المؤلفين والكتاب حول التاريخ والأنساب                                                                             | 1417هـ                       |                                                                   |
| 8  | قصص وأشعار من قبيلة حرب | 1418هـ (1997م)               |                                                                   |
| 9  | من أخبار الخيل عند قبيلة حرب                                                                                                  | 1419هـ (1999م)               | [ 5 ]                                                             |
| 10 | التنظيمات القانونية والقضائية لدى قبائل الحجاز قبل العهد السعودي دراسة موثقة عن التنظيمات القانونية والقضائية لقبيلة حرب (ج1) | 1420هـ (1999م)               | [ 6 ]                                                             |
| 11 | التنظيمات القانونية والقضائية لدى قبائل الحجاز قبل العهـد السعـودي القضاء العرفي وأشهر قضاته (ج2)                             | 1420هـ (1999م)               |                                                                   |
| 12 | ديوان شاعر المحاورة: صياف الحربي                                                                                              | 1420هـ (2000م)               | بالاشتراك مع حمود القصيري.                                        |
| 13 | ديوان الشاعر سبيل بن سند الحربي                                                                                               | 1420هـ                       |                                                                   |
| 14 | من مصادر تاريخ المدينة المنورة: سجلات المحكمة الشرعية الكبرى في المدة من 932 هـ إلى 1344 هـ، 1- قضاة المدينة المنورة          | 1422هـ (2001م)               |                                                                   |
| 15 | بعض الأعيان وأعلام القبائل في وثائق المحكمة الشرعية بالمدينة المنورة خلال العهد العثماني: (960-1300هـ) (1553-1883 هـ).        | 1423هـ (2002م)               |                                                                   |
| 16 | من أخبار الملك عبد العزيز في مذكرات الراوي محد العلي العبيد آل حميد                                                           | 1423هـ (2002م)               | [ 8 ]                                                             |
| 17 | أشهر القضاة وكتبة الوثائق في وادي الفرع بمنطقة المدينة المنورة                                                                | 1425هـ (2004م)               | .                                                                 |
| 18 | وثائق تاريخية من منطقة المدينة المنورة القسم الأول: وثائق وادي الفرع (ج1)                                                     | 1425هـ (2004م)               | [ 9 ]                                                             |
| 19 | وثائق تاريخية من منطقة المدينة المنورة القسم الأول: وثائق وادي الفرع (ج2)                                                     | 1426هـ (2005م)               |                                                                   |
| 20 | سهام الشوق. ديوان شعر فصيح | 1426هـ (2005)                |                                                                   |
| 21 | لمحات وذكريات لعبد الله الزامل [تحقيق]                                                                                        | 1426هـ (2005م)               | [ 10 ]                                                            |
| 22 | البدراين من قبيلة حرب: نسبهم، تاريخهم، ديارهم                                                                                 | 1426هـ (2005)                |                                                                   |
| 23 | تعريفات وإشارات: قراءة سريعة لبعض الإصدارات المعاصرة في التاريخ والأنساب                                                      | 1427هـ (2006م)               |                                                                   |
| 24 | خواطر ومساجلات: ديوان شعر عامي                                                                                                | 1427هـ (2006م)               | [ 11 ]                                                            |
| 25 | ظاهرة التأليف في القبائل والأنساب، الأسباب والضوابط المطلوبة                                                                  | 1427هـ (2006م)               | [ 12 ]                                                            |
| 26 | إمتاع السامر بتكملة متعة الناظر المفترى على شعيب الدوسري                                                                      | 1427هـ (2006م)               | بالاشتراك مع عبدالرحمن بن سليمان الرويشد ومحمد بن عبدالله الحميد. |
| 27 | وسوم الإبل عند قبيلة حرب | 1427هـ (2006م)               | بالاشتراك مع هندي بن حمود الحيسوني.                               |
| 28 | وثائق تاريخية من منطقة المدينة المنورة القسم الأول: وثائق وادي الفرع (ج3)                                                     | 1428هـ (2007م)               | [ 14 ]                                                            |
| 29 | الهمداني ورأيه في نسب حرب بين مؤيديه ومعارضيه                                                                                 | م428هـ (2007م)ن الغ (2007م)ط |                                                                   |
| 30 | عبد الرحمن بن أحمد السديري: أمير منطقة الجوف                                                                                  | 1428هـ (2007م)               | بالاشتراك مع آخرين.                                               |
| 31 | أصول الخيل العربية في مخطوطة عباس باشا                                                                                        | 1428هـ (2007م)               | بالاشتراك مع آخرين.                                               |
| 32 | أشهر التسميات المحلية للسنوات الهجرية                                                                                         | 1429هـ (2008م)               | [ 15 ]                                                            |
| 33 | رسائل المحبة من صفوة الأحبة                                                                                                   | 1430هـ (2009م)               |                                                                   |
| 34 | أعلام تشرفت بالحديث عنهم | 1430هـ (2009م)               | [ 16 ]                                                            |
| 35 | وثائق تاريخية من منطقة المدينة المنورة القسم الثاني: وثائق ينبع والصفراء ونواحيهما (ج1)                                       | 1430هـ (2009م)               |                                                                   |
| 36 | وثائق تاريخية من منطقة المدينة المنورة القسم الثاني: وثائق ينبع والصفراء ونواحيهما (ج2)                                       | 1431هـ (2010م)               |                                                                   |
| 37 | أهيب بقومي: خواطر بين الذات والوطن (القسم الأول)                                                                              | 1431هـ (2010م)               | [ 17 ]                                                            |
| 38 | أهيب بقومي: وقفات بين التاريخ والسياسة (القسم الثاني)                                                                         | 1431هـ (2010م)               |                                                                   |
| 39 | وثائق من الغاط | 1431هـ (2010م)               | 6 مجلدات.                                                         |
| 40 | أحديات وألقاب من قبيلة حرب وغيرها                                                                                             | 1432هـ (2011م)               | ط2.                                                               |
| 41 | وثائق من خيبر (840هـ-1370هـ) الجزء الأول                                                                                      | 1432هـ (2011م)               |                                                                   |
| 42 | وثائق تاريخية من منطقة المدينة المنورة القسم الأول: وثائق وادي الفرع (ج4)                                                     | 1432هـ (2011م)               |                                                                   |
| 43 | وثائق تاريخية من منطقة المدينة المنورة القسم الثاني: وثائق خيبر (ج1)                                                          | 1432هـ (2011م)               |                                                                   |
| 44 | كشافات كتاب وثائق تاريخية من منطقة المدينة المنورة القسم الأول، وثائق وادي الفرع، الأجزاء من (1) إلى (4)                      | 1432هـ (2011م)               |                                                                   |
| 45 | روايات المسنين وأخبار المعمرين، سلطة الرواية وغياب الإثبات                                                                    | 1432هـ (2011م)               | [ 20 ]                                                            |
| 46 | نسب آل سعود | 1433هـ (2012م)               | بالمشاركة مع راشد بن محمد العساكر.                                |
| 47 | الأوضاع العامة في أودية ينبع والصفراء والفرع في النصف الثاني من القرن الثالث عشر الهجري 1250-1300هـ                           | 1)                           | [ 21 ]                                                            |
| 49 | خيبر في القرن الثالث الهجري (1201-1300هـ/ 1785-1883م)                                                                         | 1436هـ (2015م)               |                                                                   |
| 50 | العلاقات الكويتية السعودية 1335-1366هـ موقف البلدين من مسألتي الإخوان والمسابلة                                               | 1437هـ (2016م)               | بالاشتراك مع حصة عوض الحربي.                                      |
| 51 | تاريخ القاضي تأليف إبراهيم بن محمد القاضي [تحقيق]                                                                             | 1437هـ (2016م)               | تحقيق بالاشتراك مع مريم بنت خلف العتيبي.                          |
| 52 | الحرب على يقولون: رحلات ولقاءات من أجل البحث والتوثيق (ج1)                                                                    | 1437هـ (2016م)               | [ 22 ]                                                            |
| 53 | محمد بن إبراهيم بن سلطان القائد العام للهجانة (1330-1371هـ) سيرة وثائقية                                                      | 1437هـ (2016م)               |                                                                   |
| 54 | قلة الأنصار في الأحاديث والآثار                                                                                               | 1439هـ (2018م)               |                                                                   |
| 55 | الحرب على يقولون: رحلات ولقاءات من أجل البحث والتوثيق (ج2)                                                                    | 1440هـ (2019م)               |                                                                   |
| 56 | مشيخة ابن تنباك الحربي (1200- 1344هـ/ 1785- 1925م) دراسة وثائقية                                                              | 1440هـ (2018م)               |                                                                   |
| 57 | مرزوق بن تنباك وشهادات غير مجروحة                                                                                             | 1441هـ (2020م)               |                                                                   |
| 58 | موقف القبائل والحواضر النجدية من انشقاق الدويش وابن حميد وشركائهما                                                            | 1442هـ (2020م)               | [ 23 ]                                                            |
| 59 | وثائق تاريخية من منطقة المدينة المنورة (ج6)                                                                                   | 1443هـ (2022م)               |                                                                   |
| 60 | مستشار الملوك، صاحب السمو الملكي الامير نواف بن عبد العزيز آل سعود (1351-1436 /1932-2015م)                                    | 1445هـ (2023)                | [ 24 ]                                                            |

## الجوائز والتكريمات
حصل على جائزة أمين مدني للبحث في تاريخ الجزيرة العربية في دورتها الثامنة عام 2021م؛ تقديرًا لتميزه البحثي في «الدراسات الوثائقية للأملاك في المدينة المنورة».

## صدر عنه
كتاب (رائد التوثيق: فائز بن موسى البدارني الحربي). إعداد: يوسف بن محمد العتيق.